# 布里斯库斯
布里斯库斯（法語：Briscous，法語發音：[bʁiskus]）是法国大西洋比利牛斯省的一个市镇，属于巴约讷区。

## 地名
该地名“Briscous”发音为[bʁiskus]，末尾字母“s”发音，《世界地名翻译大辞典》与《世界地名译名词典》将其误译作“布里斯库”。

## 地理
布里斯库斯（43°27'36"N, 1°20'1"W）面积31.29 平方千米，位于法国新阿基坦大区大西洋比利牛斯省，该省份为法国东南部省份，涵盖了贝阿恩与北巴斯克，西临大西洋比斯開灣，北至朗德省，东北接热尔省，东临上比利牛斯省，南与西班牙接壤。
与布里斯库斯接壤的市镇（或旧市镇、城区）包括：于尔特、阿斯帕伦、穆盖尔、于尔屈特。
布里斯库斯的时区为UTC+01:00、UTC+02:00（夏令时）。

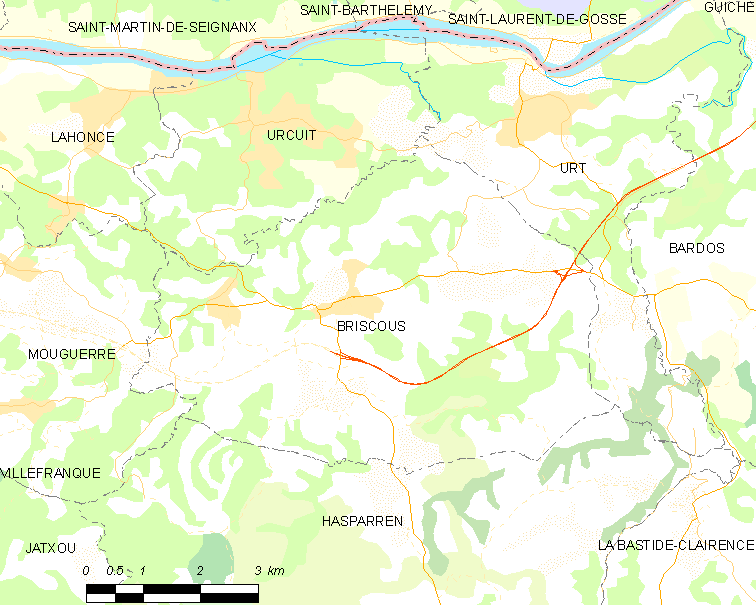
布里斯库斯的OSM定位图

## 行政
布里斯库斯的邮政编码为64240，INSEE市镇编码为64147。

## 政治
布里斯库斯所属的省级选区为尼夫-阿杜尔县。

## 人口

1962-2008年间布里斯库斯人口变化图示

布里斯库斯于2022年1月1日时的人口数量为2920人。